# گوروایل
گوروایل (به آلمانی: Görwihl) یک شهر در آلمان است که در Waldshut واقع شده‌است. گوروایل ۴٬۴۷۷ نفر جمعیت دارد.